# Despotiscus simmondsi
Despotiscus simmondsi är en tvåvingeart som beskrevs av Mario Bezzi 1928. Despotiscus simmondsi ingår i släktet Despotiscus och familjen rovflugor.
Artens utbredningsområde är Fiji. Inga underarter finns listade i Catalogue of Life.